# Robert Stanbury
Robert Douglas George « Bob » Stanbury, PC QC (26 octobre 1929 - 10 février 2017) était un avocat, politiciencanadien  et dirigeant d'entreprise.

## Origines
Stanbury est né à Exeter, en Ontario, le 26 octobre 1929. Il a fait ses études au St. Catharines Collegiate Institute et à l'Université Western Ontario avant d'obtenir un diplôme en droit à la faculté de droit Osgoode Hall. Il a commencé à exercer le droit à North York et, en 1961, il a été élu au conseil scolaire de North York. En 1963, il est devenu président du conseil. Il a démissionné en 1964 pour se consacrer davantage à sa famille et à sa pratique du droit. Il a épousé Miriam Rose Voelker et ils ont élevé quatre enfants, Susan, Carol, Ian et Duncan.

## Politique
Stanbury a été élu à la Chambre des communes du Canada lors des élections de 1965 en tant que député libéral de York—Scarborough. Après avoir été réélu lors des élections de 1968, Stanbury a été, en 1969, nommé par le premier ministre Pierre Trudeau au Cabinet en tant que ministre sans portefeuille chargé de la citoyenneté et de l'information.
En 1971, il a été promu ministre des Communications  pour ensuite devenir ministre du Revenu national en 1972. Il a également été délégué canadien à trois assemblées générales des Nations Unies.
Il a été réélu lors des élections de 1974, mais a été écarté du Cabinet lors du remaniement ministériel post-électoral. Il a pris sa retraite en 1977 afin de se réorienter dans le secteur privé.

## Vie après la politique
Il a pris sa retraite du Parlement afin de devenir cadre chez Firestone Canada. Il en a été président et chef de la direction de 1983 à 1985.
Stanbury était avocat au sein du cabinet Inch, Easterbrook and Shaker de Hamilton, en Ontario. Il a présidé le comité ontarien du Conseil canadien des normes de la radiotélévision et a été président du Conseil des employeurs de l'Ontario. Il a été membre du Conseil des tribunaux administratifs canadiens et de la Commission internationale de juristes.
Il a été président du Conseil canadien pour le commerce autochtone, un organisme de bienfaisance du secteur privé qui met en relation les entrepreneurs et gestionnaires autochtones en herbe avec des entreprises et des institutions financières établies. Il a été membre fondateur de la Commission d'arbitrage du Nunavut, habilitée à régler les différends découlant de l'Accord sur les revendications territoriales du Nunavut, ainsi que commissaire à l'intégrité du territoire de 2001 à 2008.
Stanbury est décédé à Burlington, en Ontario, le 10 février 2017, à l'âge de 87 ans.